# Arbeitshefte zur Denkmalpflege in Niedersachsen
Die Arbeitshefte zur Denkmalpflege in Niedersachsen behandeln die Denkmalpflege des Landes Niedersachsen und werden seit 1981 unregelmäßig vom heutigen Niedersächsischen Landesamt für Denkmalpflege in Hannover herausgegeben.
Die einzelnen Ausgaben der Fachzeitschrift bilden teilweise zugleich Bände in den Schriftenreihen anderer Periodika, etwa zu den Schriften zur Volkskunde und Geschichte des Landkreises Harburg, den Schriften des Hornemann-Instituts, den Kleinen  Schriften zur Celler Stadtgeschichte oder den Celler Beiträgen zur Landes- und Kulturgeschichte. (Der) Schriftenreihe des Stadtarchivs und des Bomann-Museums Celle.
Im Rahmen des Denkmalatlas Niedersachsen wurden die Arbeitshefte 2020 digitalisiert und der Öffentlichkeit zur Verfügung gestellt.